# Arthur Harnden
Arthur Harnden   (Yoakum, 20 de maig de 1924 - Corpus Christi, 30 de setembre de 2016) fou un atleta estatunidenc, especialista en els 400 metres, que va competir durant la dècada de 1940.
Durant la Segona Guerra Mundial va servir a la 8a Força Aèria i va fer 23 missions sobre Alemanya. Després de la guerra, va estudiar a la Universitat de Texas A&M.
El 1948 va prendre part en els Jocs Olímpics d'Estiu de Londres, on guanyà la medalla d'or en la cursa dels 4x400 metres relleus del programa d'atletisme. Formà equip amb Clifford Bourland, Roy Cochran i Mal Whitfield.

## Millors marques
- 400 metres. 47.3" (1948)[2]